# Урда-Ага
Урда-Ага́ (бур. Урда Ага — Южная Ага) — село в Агинском районе Агинского Бурятского округа Забайкальского края России. Административный центр сельского поселения «Урда-Ага».

## География
Находится в западной части района, на левом берегу реки Урда-Ага, на расстоянии 21 км к юго-западу от посёлка городского типа Агинское. У северо-западной окраины села находится солёное озеро Цаган-Нур.
Климат
Климат характеризуется как резко континентальный засушливый. Абсолютный минимум температуры воздуха самого холодного месяца (января) составляет −56 °C; абсолютный максимум самого тёплого месяца (июля) — 38 °C. Среднегодовое количество атмосферных осадков составляет 250—380 мм.

## История
Основано в 1933 году.

## Население
| 1989 | 2002 | 2010  | 2021 |
| ---- | ---- | ----- | ---- |
| 1363 | ↘953 | ↗1121 | ↘806 |

Национальный состав
Согласно результатам переписи 2002 года буряты составляли 94 %.

## Известные жители
Здесь родился ученый-востоковед Гомбожаб Цыбиков.

## Инфраструктура
В селе функционируют средняя общеобразовательная школа, детский сад, Дом культуры, библиотека, музей села, филиал Агинской школы искусств, спортивный комплекс, врачебная амбулатория.

## Улицы
Уличная сеть села состоит из 22 улиц и 2 переулков.